# Бжозови-Конт (Мазовецьке воєводство)
Бжозови-Конт (пол. Brzozowy Kąt) — село в Польщі, у гміні Чарня Остроленцького повіту Мазовецького воєводства.
Населення — 166 осіб (2011).
У 1975-1998 роках село належало до Остроленцького воєводства.

## Демографія
Демографічна структура станом на 31 березня 2011 року:
|          | Загалом | Допрацездатний вік | Працездатний вік | Постпрацездатний вік |
| -------- | ------- | ------------------ | ---------------- | -------------------- |
| Чоловіки | 92      | 26                 | 57               | 9                    |
| Жінки    | 74      | 19                 | 40               | 15                   |
| Разом    | 166     | 45                 | 97               | 24                   |